# Allogramma oahuense
Allogramma oahuense is een tweekleppigensoort uit de familie van de Lyonsiidae. De wetenschappelijke naam van de soort werd in 1913 voor het eerst geldig gepubliceerd door Dall.